# Порадув (Малопольське воєводство)
Порадув (пол. Poradów) — село в Польщі, у гміні Мехув Меховського повіту Малопольського воєводства.
Населення — 180 осіб (2011).

## Демографія
Демографічна структура станом на 31 березня 2011 року:
|          | Загалом | Допрацездатний вік | Працездатний вік | Постпрацездатний вік |
| -------- | ------- | ------------------ | ---------------- | -------------------- |
| Чоловіки | 94      | 30                 | 55               | 9                    |
| Жінки    | 86      | 12                 | 56               | 18                   |
| Разом    | 180     | 42                 | 111              | 27                   |